# شاول (مدينة)
شاول (بالإنجليزية: Chaul)‏ هي مدينة أثرية في الهند البرتغالية، أصبحت الآن في حالة خراب. تقع على بعد 60 كيلومتر جنوب مومباي، في منطقة رايجاد بولاية ماهاراشترا في غرب الهند.
في 1508، هزم المماليك المصريون، المتحالفين مع سلطنة غوجارات، البرتغاليين في معركة شاول. بنيت أول مستوطنة برتغالية في شاول في عام 1521 مع بناء أول حصن على الضفة الجنوبية لنهر كونداليكا. في أكتوبر 1531، أقام البرتغاليون قلعة حجرية مربعة جديدة، سميت سانتا ماريا دو كاستيللو، احتوت على كنيسة ومساكن لـ120 رجلاً. تطورت بلدة حول القلعة، لكن معاهدة 1558 حالت دون تحصين المدينة. دمرت المدينة في حصار 1570-71 من قبل أحمد نظام شاه ملك سلطنة أحمد ناغار، ولكن تم إبرام معاهدة رفع الحصار، وتمت إعادة بناء المدينة وتحيط بها الجدران والحصون. بُني (حصن كورلاي) على «مورو دي شاول» (حصن شاول)، وهو رعن صخري يقع على الجانب الشمالي من النهر المقابل للمدينة. صمدت البلدة عدة هجمات أخرى، وتم توسيع أعمالها الدفاعية سنة 1613.
كانت شاول جزءًا من المقاطعة الشمالية في الهند البرتغالية، التي امتدت حتى منتصف القرن السابع عشر لمسافة 100كم على طول سواحل ماهاراشترا وغوجارات الحالية، من شاول في الجنوب إلى دامان في الشمال. وكان مقر المقاطعة الشمالية في باشايم (فاساي الحديثة) شمال بومباي.

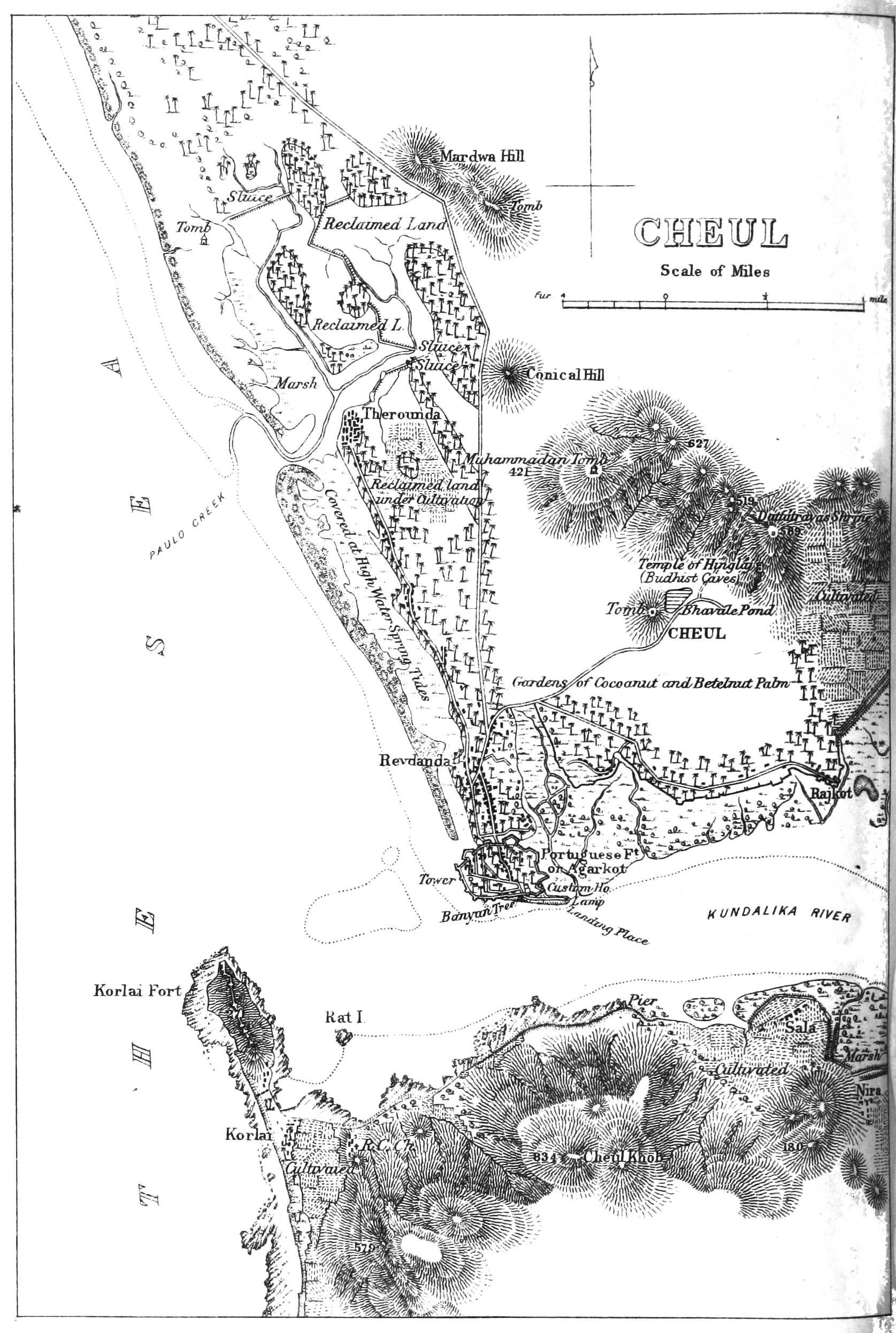
خريطة تاريخية لمدينة شاول

خلال القرن السابع عشر وأوائل القرن الثامن عشر، تراجعت الهند البرتغالية اقتصادياً وسياسياً، وفقدت شاول أهميتها السابقة. مع تراجع قوة الإمبراطورية المغولية في أوائل القرن الثامن عشر، وسّعَت ماراثها سيطرتها على وسط وغرب الهند. حيث تم الاستيلاء على مستعمرة كاليان البرتغالية من قبل الماراثها في عام 1720، وفي عام 1737م بدأ القائد الماراثي «كوناجي أنغريا» حملة منسقة للاستيلاء على الأراضي البرتغالية المتبقية. كانن شاول و «مورو دي شاول» (حصن شاول) قد تعرضتا للحصار في مارس 1739، بعدها تم خمد الحصار في أكتوبر. بعد الاستيلاء على باشايم في 1740، بعد أن تم إبرام معاهدة سلام، وفي 18 سبتمبر 1740، تم التنازل عن شاول بموجب معاهدة إلى الماراثها. تم بعدها التخلي عن المدينة في وقت لاحق وتركها في حالة خراب.

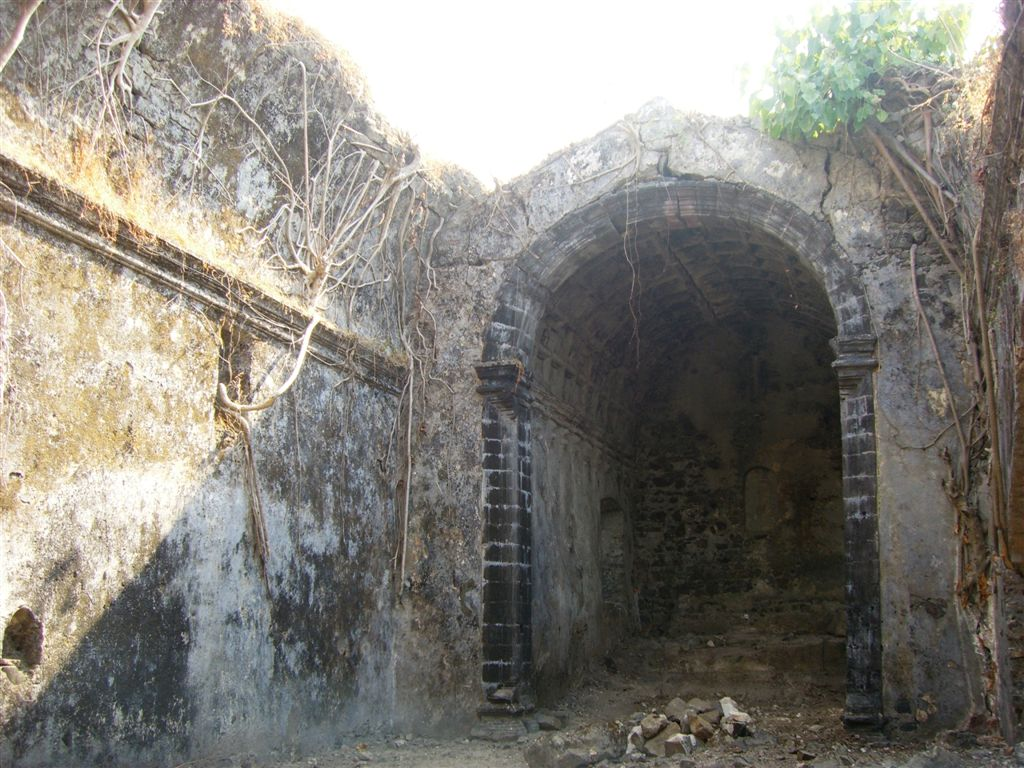
صورة لكنيسة برتغالية في بلدة كورلاي

لا تزال قرية كورلاي بالقرب من أنقاض شاول، موطناً لمتحدثي الكريول البرتغالية.